# Stephen Baxter
Stephen Baxter (ur. 13 listopada 1957 w Liverpoolu) – brytyjski pisarz hard science fiction. Posiada dyplomy naukowe z matematyki i inżynierii. Laureat m.in. nagród Cambella, BSFA i Sidewise.

## Styl pisania
Stephen Baxter pozostaje pod silnym wpływem pioniera literatury science fiction, H.G. Wellsa. Od roku 2006 obejmuje stanowisko wiceprezesa międzynarodowego Towarzystwa H.G. Wellsa. Powieść Statki czasu, będąca autoryzowaną kontynuacją Wehikułu czasu, jest uznawana za jedną z najwybitniejszych jego książek. Zdobyła ona Nagrodę Cambella, Nagrodę BSFA, a także była nominowana do nagród Hugo i Nebula.
Dorobek pisarski Baxtera można zakwalifikować do trzech różnych kategorii, każdej różniącej się stylem i nastrojem.
Cykl powieściowy Xeelee Sequence jest umiejscowiony w dalekiej przyszłości, w której to rasa ludzka rośnie w siłę i potęgę, by stać się drugą najpotężniejszą rasą we wszechświecie, zaraz po przypominających bogów Xeelee. Opisanie życia postaci pełni w tych opowieściach podrzędną rolę względem opisu zaawansowanych teorii i pomysłów, takich jak rzeczywista natura Wielkiego Atraktora, naga osobliwość oraz wielkiego pojedynku pomiędzy barionowymi formami życia, a tymi zbudowanymi z ciemnej materii. Do powieści utrzymanych w tym stylu należą np. Pierścień, Czasopodobna nieskończoność.
Opowieści, których akcja toczy się na współczesnej Ziemi, są o wiele bardziej skupione na człowieku, a główni bohaterowie zostali opisani z większą troską i starannością o nadanie im głębi. Powieści te zwykle opisują alternatywną historię ludzkości, bądź też taką jej wersję, w której odległe marzenia ludzkości o eksploracji kosmosu stają się rzeczywistością. Szczególnie ważną rolę pełni w nich NASA i oczywiście duża część analiz została wykonana pod kątem jej struktur wewnętrznych oraz jej metod badawczych. Jednakże ton w jakim te powieści zostały utrzymane jest znacznie mroczniejszy, niż inne dzieła tego pisarza, poza tym rzadko kiedy przedstawiają rasę ludzką jako gatunek kierujący się moralnością w swych działaniach. Przykładem powieści napisanych w tym stylu jest Wyprawa, która zdobyła Nagrodą Sidewise za historię alternatywną. Każda z powieści należących do cyklu Manifold dotyczy potencjalnych wyjaśnień paradoksu Fermiego.
Cykl powieściowy Evolution jest późniejszym osiągnięciem pisarza. Uwidocznione w nim zostało wzrastające zainteresowanie ewolucją ludzkości. Początków tego zainteresowania można się już dopatrywać w powieściach utrzymanych w odrębnym stylu, chociażby w Mammoth i w Manifold: Origin. Przykładem tego stylu jest książka Evolution. Baxter w swych powieściach posługuje się także licznie innymi stylami. Powieści z cyklu Mammoth, pozornie będące przeznaczone dla dzieci, często wprawiają w zachwyt także dorosłych.

## Twórczość

### Długa Ziemia
- Długa Ziemia (The Long Earth, 2012) (razem z Terrym Pratchettem)
- Długa wojna(inne języki) (The Long War, 2013) (razem z Terrym Pratchettem)
- Długi Mars(inne języki) (The Long Mars, 2014) (razem z Terrym Pratchettem)[1]
- Długa utopia(inne języki) (The Long Utopia, 2015) (razem z Terrym Pratchettem)[2]
- Długi kosmos(inne języki) (The Long Cosmos, 2016) (razem z Terrym Pratchettem)

### Xeelee Sequence
- Tratwa (Raft, 1991)
- Czasopodobna nieskończoność (Timelike Infinity, 1992)
- Pływ(inne języki) (Flux, 1993)
- Pierścień(inne języki) (Ring, 1993)
- Vacuum Diagrams, 1997 (zbiór krótkich opowiadań)
- Reality Dust, 2000
- Riding the Rock, 2002
- Mayflower II, 2004
- Starfall, 2009
- Gravity Dreams, 2011
- Xeelee: Endurance, 2015
- Xeelee: Vengence, 2017
- Xeelee: Redemption, 2018

### Destiny's Children (Xeelee Sequence)
- Coalescent, 2003
- Exultant, 2004
- Transcendent, 2005
- Resplendent, 2006

### Trylogia Manifold
- Manifold: Time, 1999
- Manifold: Space, 2001
- Manifold: Origin, 2001
- Phase Space, 2002 (zbiór krótkich opowiadań)

### Trylogia Mammoth
- Silverhair, 1999
- Longtusk, 1999
- Icebones, 2001
- Behemoth, 2004

### Trylogia Northland
- Stone Spring, 2010
- Bronze Summer, 2011
- Iron Winter, 2012

### TrylogiaNASA
- Wyprawa(inne języki) (Voyage, 1996)
- Titan, 1997
- Moonseed, 1998

### Time's Tapestry
- Emperor, 2006
- Conqueror, 2007
- Navigator, 2007
- Weaver, 2008

### Dylogia Flood/Ark
- Flood, 2008
- Ark, 2009

### Dylogia Proxima/Ultima
- Proxima, 2013
- Ultima, 2014

### (Odyseja czasu) A Time Odyssey
- Oko Czasu(inne języki) (Time's Eye, 2003) (razem z Arthurem C. Clarkiem)
- Burza Słoneczna(inne języki) (Sunstorm, 2005) (razem z Arthurem C. Clarkiem)
- Pierworodni(inne języki) (Firstborn, 2007) (razem z Arthurem C. Clarkiem)

### Historia alternatywna (powieści samodzielne)
- Antylód(inne języki) (Anti-Ice, 1993)
- Statki czasu (The Time Ships, 1995, autoryzowana kontynuacja Wehikułu czasu H.G. Wellsa)
- The Massacre of Mankind, 2017 (autoryzowana kontynuacja Wojny światów H.G. Wellsa)

### Utwory młodzieżowe
- Gulliverzone, 1997
- Webcrash, 1998
- The H-Bomb Girl, 2007
- The Wheel of Ice, 2012 (powieść osadzona w uniwersum serialu Doctor Who)

### Inne książki
- Traces, 1998 (zbiór krótkich opowiadań)
- Światło minionych dni (The Light of Other Days, 2000, razem z Arthurem C. Clarkiem)
- Evolution, 2003
- The Hunters of Pangaea, 2004
- The Medusa Chronicles, 2016 (razem z Alastairem Reynoldsem, autoryzowana kontynuacja Spotkania z meduzą Arthura C. Clarke'a)
- The Massacre of Mankind